# Kulstötning för herrar i friidrott vid olympiska sommarspelen 1980
Kulstötning för herrar vid olympiska sommarspelen 1980 i Moskva avgjordes 30 juli. 

## Medaljörer
| Gren        | Guld                             | Guld    | Silver                                | Silver  | Brons                   | Brons   |
| Kulstötning | Vladimir Kiselov · Sovjetunionen | 21,35 m | Aleksandr Barysjnikov · Sovjetunionen | 21,08 m | Udo Beyer · Östtyskland | 21,06 m |

## Resultat

### Kval
| Placering | Idrottare                   | Försök | Försök | Försök | Längd   | Noteringar |
| Placering | Idrottare                   | 1      | 2      | 3      | Längd   | Noteringar |
| --------- | --------------------------- | ------ | ------ | ------ | ------- | ---------- |
| 1         | Vladimir Kiseljov (URS)     | 20.72  | —      | —      | 20.72 m |            |
| 2         | Aleksandr Barjsjnikov (URS) | 20.58  | —      | —      | 20.58 m |            |
| 3         | Vladimir Milić (YUG)        | 20.56  | —      | —      | 20.56 m |            |
| 4         | Reijo Ståhlberg (FIN)       | 20.53  | —      | —      | 20.53 m |            |
| 5         | Anatoli Jarotj (URS)        | 20.19  | —      | —      | 20.19 m |            |
| 6         | Udo Beyer (GDR)             | 19.94  | —      | —      | 19.94 m |            |
| 7         | Hans-Jürgen Jacobi (GDR)    | 19.15  | 19.57  | 19.92  | 19.92 m |            |
| 8         | Geoff Capes (GBR)           | 19.75  | —      | —      | 19.75 m |            |
| 9         | Hreinn Halldorsson (ISL)    | 19.29  | 19.74  | —      | 19.74 m |            |
| 10        | Jaromír Vlk (TCH)           | 19.58  | 19.69  | —      | 19.69 m |            |
| 11        | Oskar Jakobsson (ISL)       | 19.30  | X      | 19.66  | 19.66 m |            |
| 12        | Jean-Pierre Egger (SUI)     | 19.61  | —      | —      | 19.61 m |            |
| 13        | Nikola Hristov (BUL)        | 17.82  | 18.94  | 19.01  | 19.01 m |            |
| 14        | Mohammad Al-Zinkawi (KUW)   | 17.15  | X      | 17.03  | 17.15 m |            |
| 15        | Bahadur Singh Chauhan (IND) | 17.05  | 16.91  | 16.72  | 17.05 m |            |
| —         | Valtjo Stojev (BUL)         | X      | X      | X      | NM      |            |

### Final
| Placering | Idrottare                   | Försök | Försök | Försök | Försök | Försök | Försök | Längd   | Noteringar |
| Placering | Idrottare                   | 1      | 2      | 3      | 4      | 5      | 6      | Längd   | Noteringar |
| --------- | --------------------------- | ------ | ------ | ------ | ------ | ------ | ------ | ------- | ---------- |
| 1         | Vladimir Kiseljov (URS)     | 21.10  | 20.86  | 21.35  | 21.03  | 21.00  | X      | 21.35 m |            |
| 2         | Aleksandr Barjsjnikov (URS) | 20.20  | 21.08  | 20.66  | 20.39  | X      | X      | 21.08 m |            |
| 3         | Udo Beyer (GDR)             | X      | 20.70  | 21.06  | 20.98  | X      | X      | 21.06 m |            |
| 4         | Reijo Ståhlberg (FIN)       | 19.83  | X      | 20.20  | 19.63  | 20.82  | 20.58  | 20.82 m |            |
| 5         | Geoff Capes (GBR)           | 20.50  | X      | 19.47  | X      | 19.69  | 19.23  | 20.50 m |            |
| 6         | Hans-Jürgen Jacobi (GDR)    | 20.32  | X      | 19.80  | 19.50  | X      | 20.00  | 20.32 m |            |
| 7         | Jaromír Vlk (TCH)           | 20.24  | X      | 19.77  | 19.62  | 19.84  | 20.01  | 20.24 m |            |
| 8         | Vladimir Milić (YUG)        | 20.07  | X      | 19.69  | X      | 20.06  | X      | 20.07 m |            |
|           |                             |        |        |        |        |        |        |         |            |
| 9         | Anatoli Jarotj (URS)        | 19.63  | 19.93  | X      |        |        |        | 19.93 m |            |
| 10        | Hreinn Halldórsson (ISL)    | 19.55  | 18.99  | 19.16  |        |        |        | 19.55 m |            |
| 11        | Oskar Jakobsson (ISL)       | 19.07  | X      | X      |        |        |        | 19.07 m |            |
| 12        | Jean-Pierre Egger (SUI)     | 18.25  | 18.26  | 18.90  |        |        |        | 18.90 m |            |